# Де Тавира, Марина
Мари́на де Тави́ра Серви́те (исп. Marina de Tavira Servitje; 30 ноября 1974, Мехико, Мексика) — мексиканская актриса. Номинантка на премию «Оскар» в категории «Лучшая женская роль второго плана» за роль Софии в фильме «Рома» (2018).

## Жизнь и карьера
Марина де Тавира родилась в 1974 году. Обучалась актёрскому мастерству в La Casa del Teatro на Пласа-де-ла-Кончита в Койоакане. Также училась в Театральном центре и Центре театрального обучения Сан Каэтано. Её первая работа после окончания учёбы состояла в постановке «Счастливого нового века доктора Фрейда». Марина де Тавира является внучкой Лоренцо Сервитже, владельца Grupo Bimbo. Её отец был убит несколько лет назад (уголовное дело осталось нераскрытым).
Актриса даёт уроки актёрского мастерства в своей альма-матер  - La casa del teatro на Пласа-де-ла-Кончита. Вместе с Энрике Сингером она основала продюсерскую компанию Incidente Teatro.
Марина де Тавира приняла участие в более чем 25 постановках, таких как Siete puertas, Bajo la piel del castor и Fotografía en la playa (Национальная театральная компания).
За роль Софии в фильме Альфонсо Куарона «Рома» (2018) де Тавира получила номинацию на премию «Оскар» в категории «Лучшая женская роль второго плана».